# كامبل دبليو. آدامز
كامبل دبليو. آدامز (بالإنجليزية: Campbell W. Adams)‏ هو مهندس مدني أمريكي، ولد في 19 ديسمبر 1852 في أوتيكا في الولايات المتحدة، وتوفي في 7 نوفمبر 1930 في بيلفيل ‏ في الولايات المتحدة.